# Samuel Wilks (statystyk)
Samuel Stanley Wilks (ur. 17 czerwca 1906 w Little Elm, zm. 7 marca 1964 w Princeton) – amerykański statystyk, profesor Princeton University. 
Amerykańskie Stowarzyszenie Statystyczne wręcza nagrody im. Samuela S. Wilksa.